# مرغ باران نرم‌پر

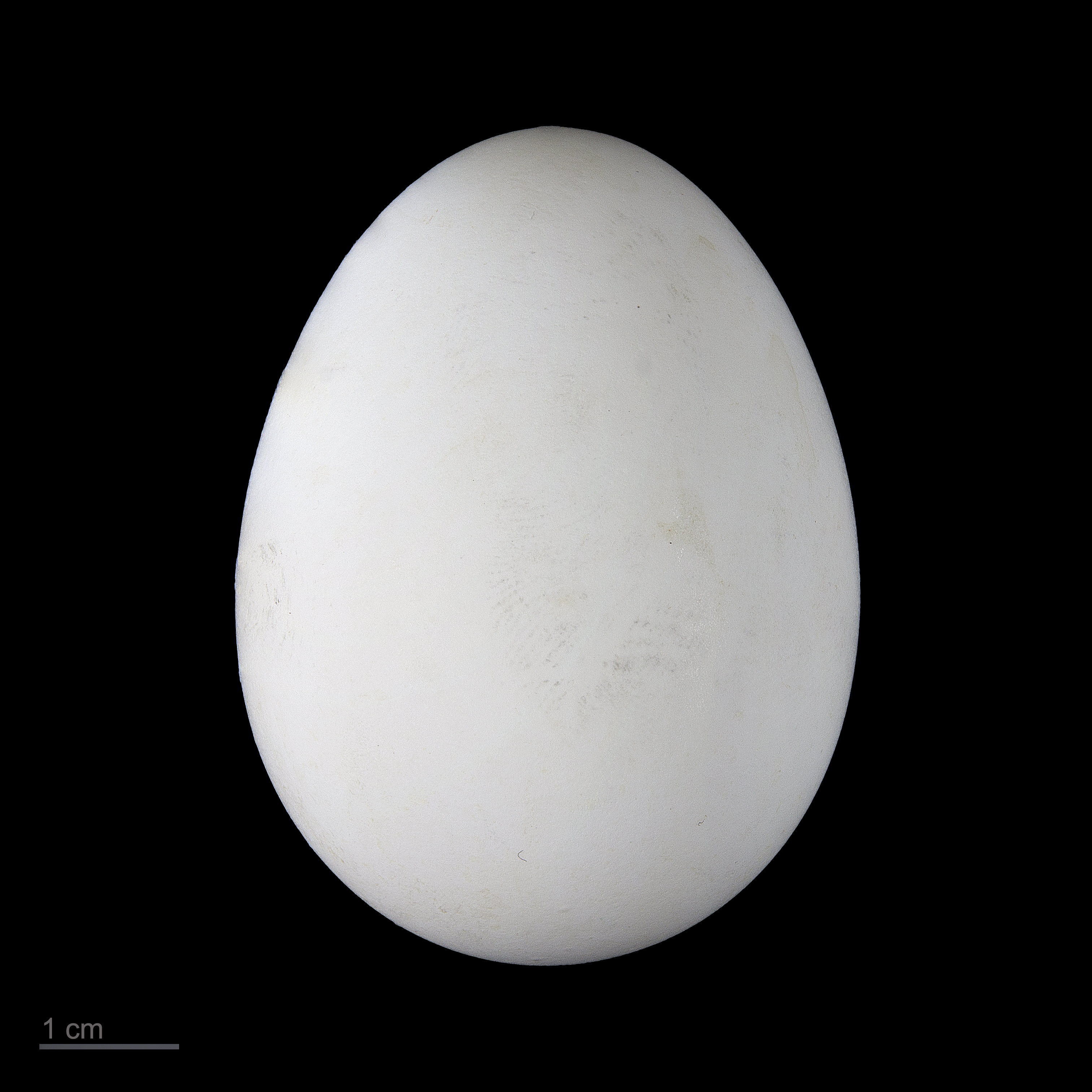
Pterodroma mollis

مرغ باران نرم‌پر (نام علمی: Pterodroma mollis) نام یک گونه از سرده مرغ باران خرمگسی است.